# Tahdhib al-Ahkam

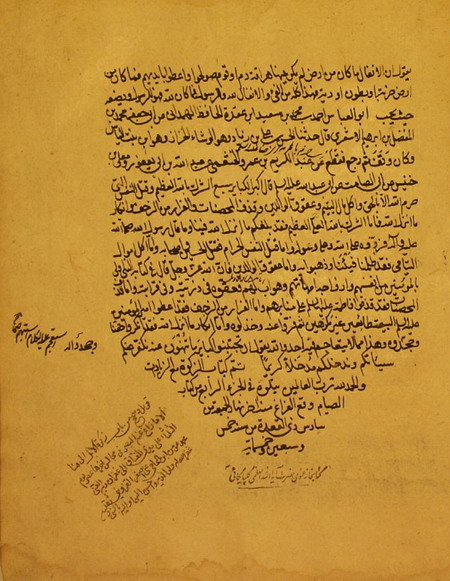
Ett manuskript från boken Tahdhib al-Ahkam av Sheikh Tusi.

Tahdhib al-Ahkam (arabiska: تَهْذِيب ٱلَأَحْكَام, "Förädling av reglerna") är en omfattande hadithsamling sammanställd av den shiitiske lärde Sheikh Tusi. Boken tillhör De fyra böckerna och är en viktig rättsvetenskaplig källa.